# Cartella clinica personale
Una cartella clinica personale (in inglese: personal health record o PHR) è una cartella clinica dove i dati clinici e le informazioni correlate alla cura del paziente sono gestiti dal paziente stesso. 
L'obiettivo di una cartella clinica personale è di fornire un completo e accurato resoconto della storia medica dell'individuo accessibile via internet.
I dati clinici comprendono anche risultati di laboratorio, i dati dei dispositivi, come bilance elettroniche, macchine per la rilevazione del diabete, raccolti passivamente da un telefono cellulare.
Una cartella clinica personale può contenere questi dati:
- Allergie e reazioni avverse ai farmaci
- Malattie croniche
- Storia familiare
- Malattie e ospedalizzazioni
- Immagini (come i raggi X)
- Risultati di verifiche di laboratorio
- Prescrizioni mediche
- Operazioni di chirurgia e non
- vaccinazioni
- Osservazioni sulla vita quotidiana

Vi sono due maniere per inserire questi dati nella cartella, o attraverso il paziente o ricevendoli da file o siti internet.
Alla cartella clinica personale possono essere aggiunti servizi extra quali promemoria per le visite mediche.